# Indiana Pacers 1982-1983
La stagione 1982-83 degli Indiana Pacers fu la 7ª nella NBA per la franchigia.
Gli Indiana Pacers arrivarono sesti nella Central Division della Eastern Conference con un record di 20-62, non qualificandosi per i play-off.

## Roster
| N° | Naz.                   | Ruolo | Sportivo          | Anno | Alt. | Peso |
| -- | ---------------------- | ----- | ----------------- | ---- | ---- | ---- |
| 11 | Stati Uniti (bandiera) | A     | Marty Byrnes      | 1956 | 201  | 98   |
| 12 | Stati Uniti (bandiera) | G     | Butch Carter      | 1958 | 196  | 82   |
| 14 | Stati Uniti (bandiera) | G     | Jerry Sichting    | 1956 | 185  | 76   |
| 21 | Stati Uniti (bandiera) | GA    | Jose Slaughter    | 1960 | 196  | 93   |
| 24 | Stati Uniti (bandiera) | AC    | George L. Johnson | 1956 | 201  | 95   |
| 25 | Stati Uniti (bandiera) | GA    | Billy Knight      | 1952 | 198  | 88   |
| 32 | Stati Uniti (bandiera) | AC    | Herb Williams     | 1958 | 208  | 110  |
| 33 | Stati Uniti (bandiera) | A     | Clark Kellogg     | 1961 | 201  | 102  |
| 35 | Stati Uniti (bandiera) | G     | Guy Morgan        | 1960 | 203  | 93   |
| 40 | Stati Uniti (bandiera) | AC    | Russ Schoene      | 1960 | 208  | 95   |
| 44 | Stati Uniti (bandiera) | G     | John Duren        | 1958 | 191  | 88   |
| 45 | Stati Uniti (bandiera) | AC    | Clemon Johnson    | 1956 | 208  | 109  |
| 52 | Stati Uniti (bandiera) | AC    | Brad Branson      | 1958 | 208  | 100  |

## Staff tecnico
- Allenatore: Jack McKinney
- Vice-allenatore: George Irvine
- Preparatore atletico: David Craig